# Fort van Gyantse

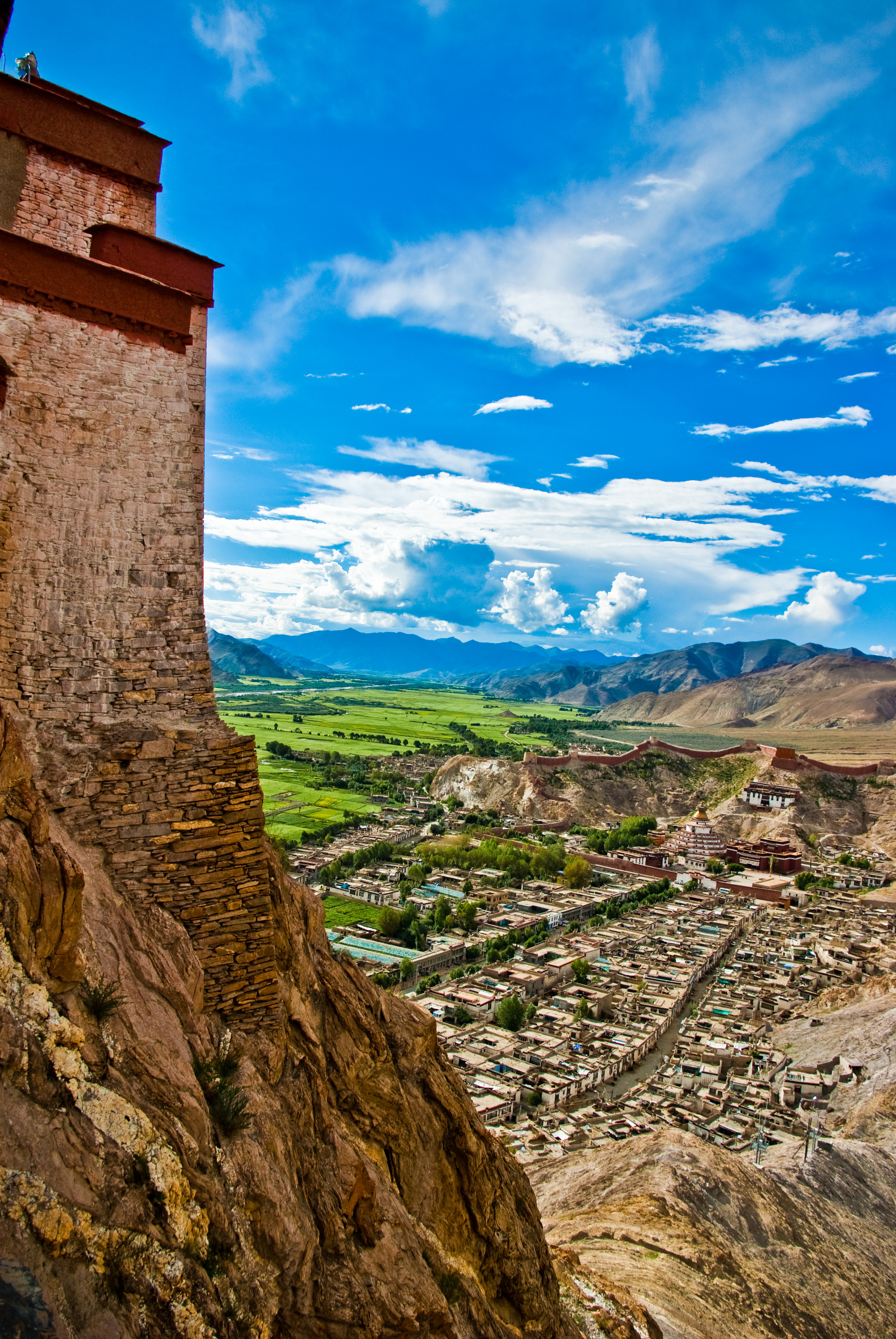
Foto van de vallei vanaf het fort

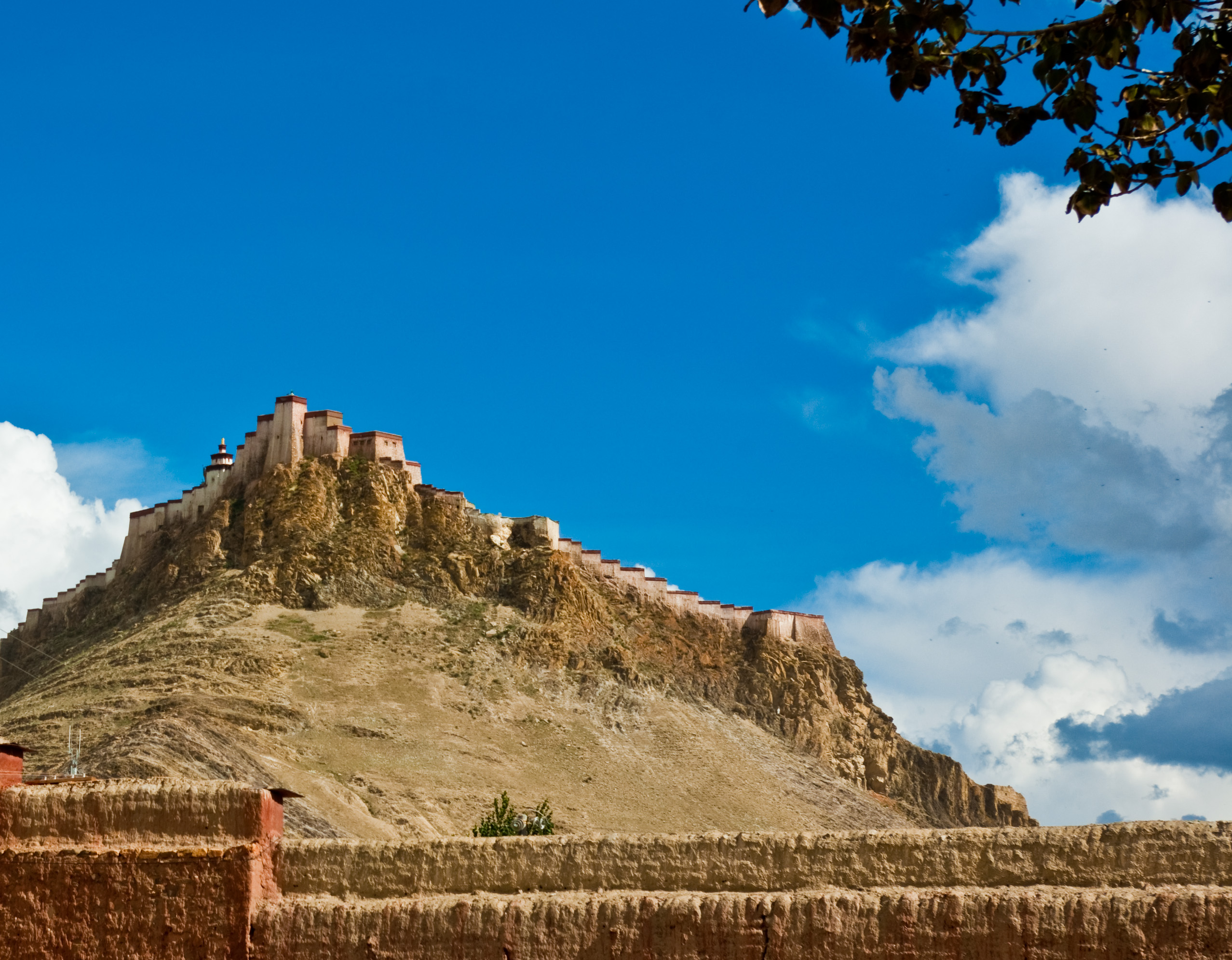
Fort van Gyantse

Het Fort van Gyantse (Tibetaans: Gyantse Dzong) is een fort in de stad Gyantse in Tibet. Het fort bewaakte de zuidelijke binnenkomst van de stad via de rivier Yarlung Tsangpo.

## Geschiedenis
De bouw van het oorspronkelijke fort, Gyel-khar-tse, wordt toegeschreven aan Pelkhortsen, een zoon van keizer Langdarma uit de Yarlung-dynastie (9e eeuw) die na de dood van zijn vader bleef strijden om de overheersing over westelijk Tibet te verkrijgen.
In 1904, tijdens de Britse Veldtocht in Tibet werden 500 soldaten in het fort belegerd onder leiding van Francis Younghusband. Vanwege de belegering wordt de stad wordt ook wel de Heldenstad genoemd. De Britten brachten grote schade toe aan het fort.
De ruïne van het fort staat sinds 1961 op de lijst van culturele erfgoederen in de Tibetaanse Autonome Regio.